# سونيل تشيتري
سونيل تشيتري (بالهندية: सुनील छेत्री)، من مواليد 3 أغسطس 1984 في دلهي في الهند، لاعب كرة قدم هندي.
بدأ مسيرته الكروية مع نادي موهون باغان في عام 2002، ولعب معهم حتى عام 2005، ومنذ عام 2005 وهو يلعب مع نادي جي سي تي حتى عام 2008. ويلعب الآن مع نادي بنغالورو مُنذ عام 2016.
منذ عام 2004 وهو يلعب مع منتخب الهند لكرة القدم حتى اعتزاله عام 2024، وعاد مُجددًا من الاعتزال في 6 مارس 2025.

## روابط خارجية
- سونيل تشيتري على موقع الاتحاد الدولي (مؤرشف)  (الإنجليزية)
- سونيل تشيتري على موقع الدوري الأمريكي (الإنجليزية)
- سونيل تشيتري على موقع إي إس بي إن إف سي (الإنجليزية)
- سونيل تشيتري على موقع قاعدة بيانات كرة القدم.إي يو (الإنجليزية)
- سونيل تشيتري على موقع ناشيونال فوتبول تيمز (الإنجليزية)
- سونيل تشيتري على موقع Soccerway.com (الإنجليزية)
- سونيل تشيتري على موقع عالم كرة القدم.نت (الإنجليزية)
- سونيل تشيتري على موقع كووورة